# Migração warao para o Brasil

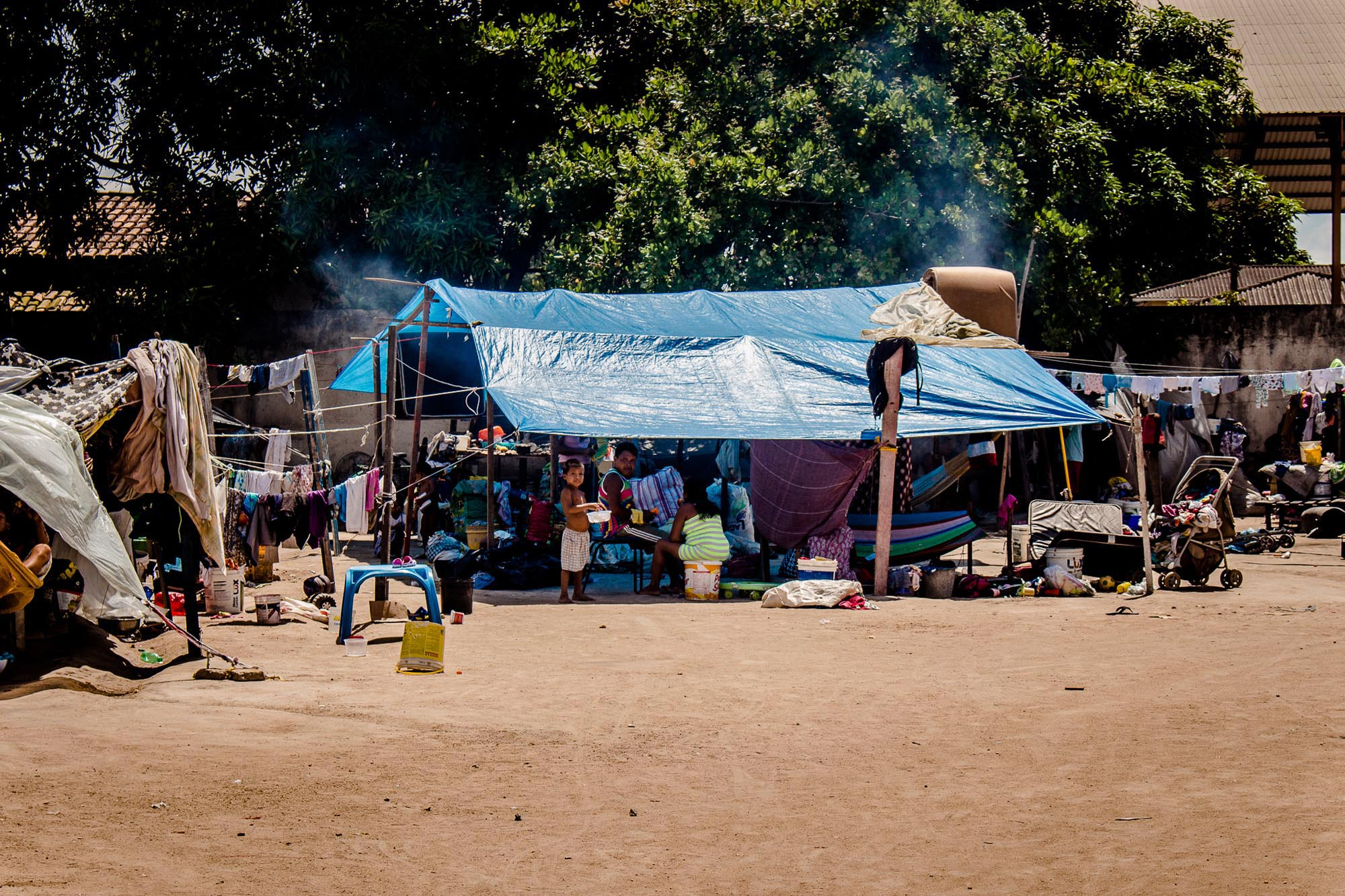
Familia Warao em situação de rua em Boa Vista, Roraima.

A migração Warao para o Brasil teve início no ano de 2017, juntamente com o grande fluxo de migrantes e refugiados que deixaram a Venezuela em busca de melhores condições de vida (ver: crise migratória venezuelana). Incialmente a população Warao realizava um movimento pendular entre seus territórios na Venezuela e a cidade de Pacaraima, em Roraima, na fronteira com o Brasil. O acesso ao país se dá por terra, tanto a pé, quando em transporte geralmente coletivo. Na medida em que a crise venezuelana se aprofundou e a capacidade de obter recursos em Pacaraima diminuiu o movimento se ampliou para Boa Vista e Manaus.
A partir do ano de 2018 o movimento que antes era pendular entre o Brasil e a Venezuela passou a se tornar interno ao Brasil, caracterizando-se o fluxo migratório pela constante mobilidade, o estabelecimento de redes de comunicação (por plataformas digitais) e a busca de sustento por meio da coleta. Tais características desafiam os serviços públicos tradicionais de assistência e acolhimento, normalmente baseados na integração local, e geram tensões sociais, especialmente em relação a prática da coleta, entendida por muitos como mendicância.

## Origens

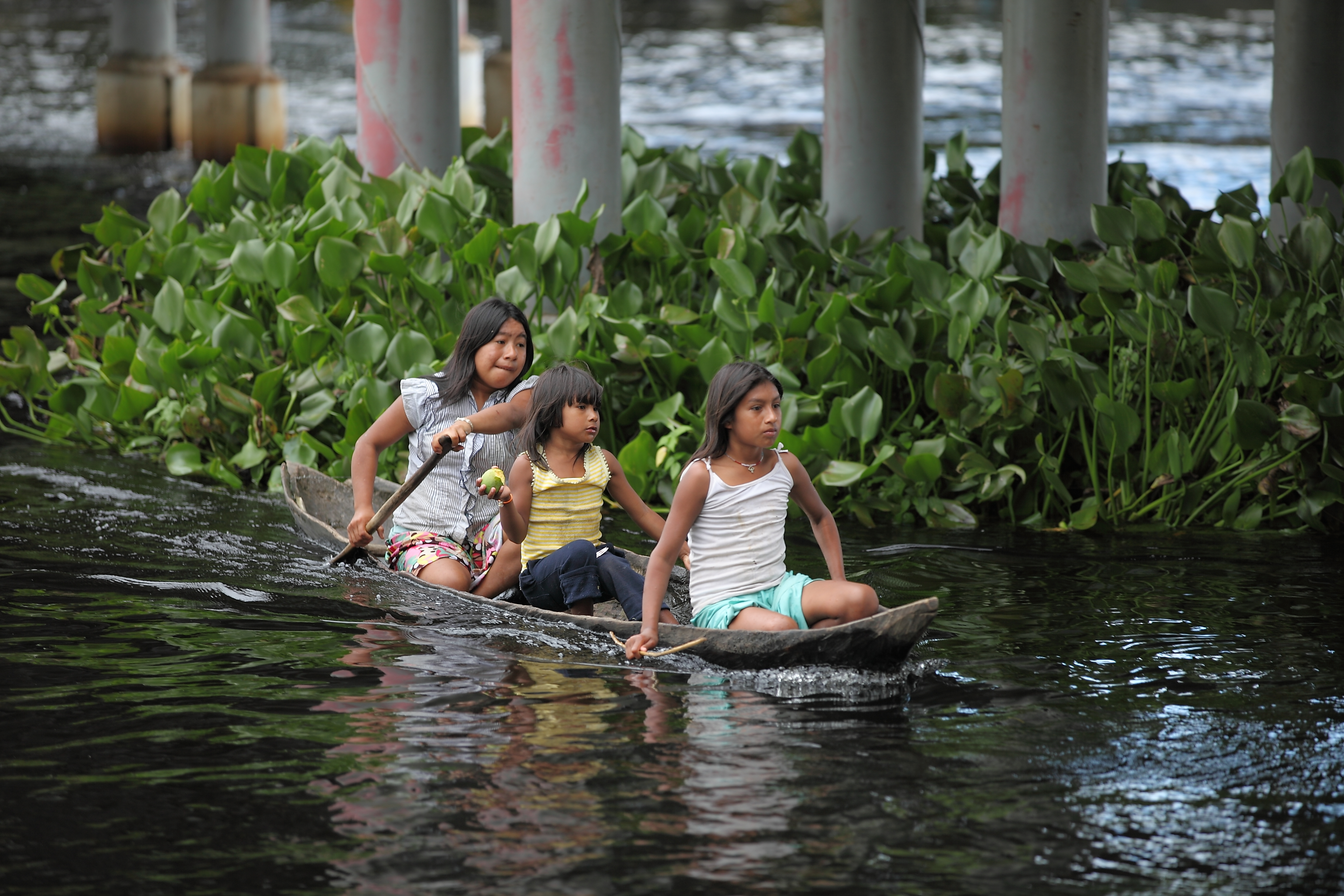
Crianças Warao em seus antigos territórios originais na Venezuela.

O povo Warao é a segunda maior comunidade indígena da Venezuela, com uma população estimada de 49 mil indivíduos. Dados de abril de 2023 da Organização das Nações Unidas davam conta de que quase 10 mil indígenas haviam migrado da Venezuela para o Brasil nos anos recente, a grande maioria pertencente ao povo Warao.
Os Warao da Venezuela tradicionalmente habitava o delta do Rio Orinoco. Grandes obras de infraestrutura a partir dos anos 1970 passaram a fragilizar as redes sociais e destruir os territórios tradicionais. A população Warao gradualmente migrou para os centros urbanos da Venezuela, de tal maneira que os indígenas migrantes que chegam ao Brasil em sua maioria já não guardam relações com territórios tradicionais na Venezuela, mas sim com territórios urbanos.

## Contexto urbano e consulta informada
Um dos principais desafios para a adequada atenção aos migrantes indígenas Warao reside em estruturar uma forma de atendimento culturalmente sensível para uma população indígena que já vive há décadas em contexto urbano, afastando-se dos estereótipos tradicionais do que seja um indígena. 

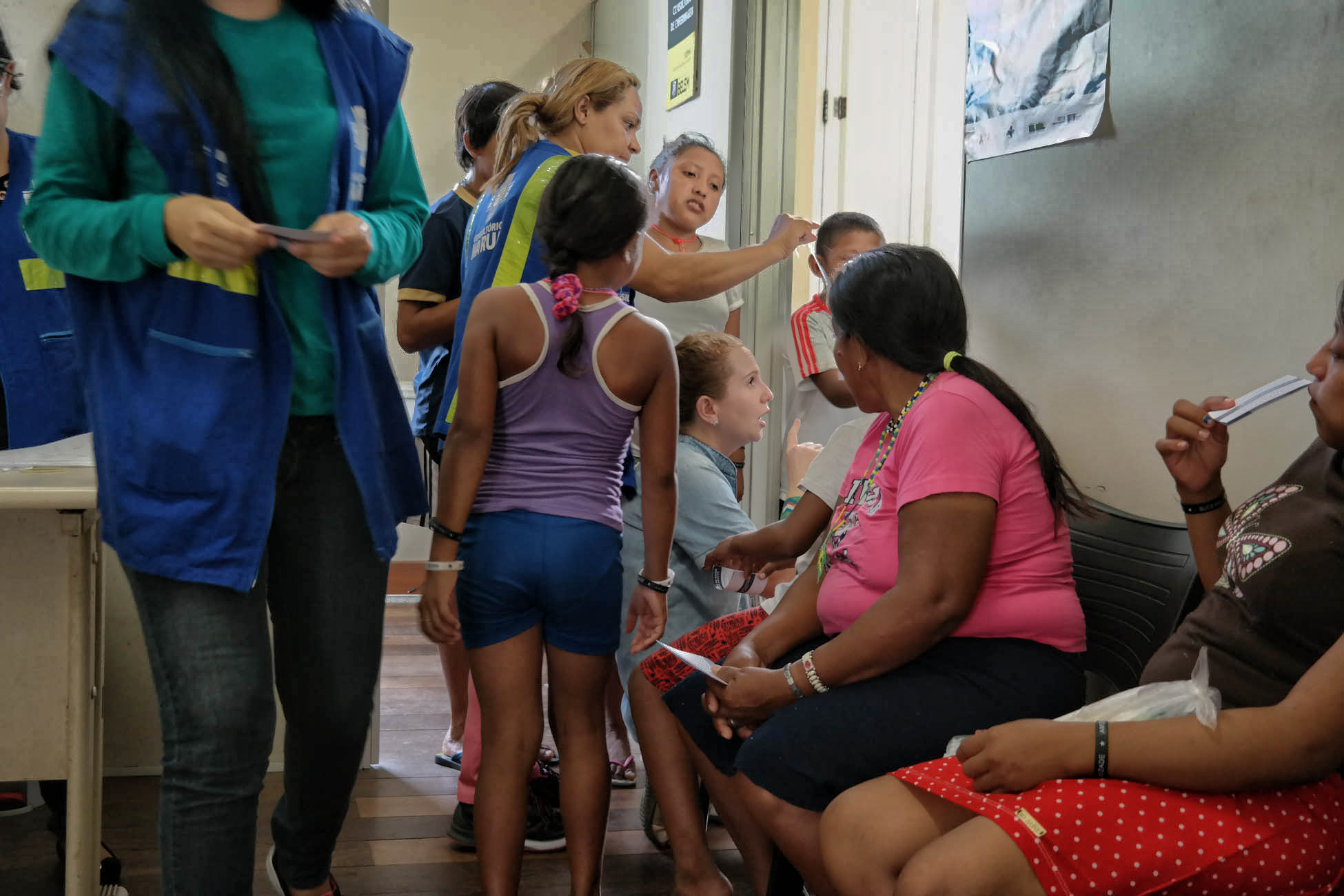
Indígenas Warao buscam atendimento em Belém, Para.

Analisando o início do fluxo de indígenas da Venezuela para o Brasil em entrevista a O Globo, em 2018, o especialista da Organização das Nações Unidas Marcelo Torelly apontou que "muita gente acha que índios são povos de cocar em tribos isoladas. Mas eles vivem em cidades e, se assim quiserem, podem ter acesso a tecnologias e ao ensino, sem deixar de ser indígenas por isso. Será necessário formular procedimentos robustos para engajar estes povos tradicionais na criação de políticas públicas. Eles não querem se fixar nas cidades, mas deverão ser incorporados às estruturas de atenção indígena que já existem no Brasil. Para isso, deverão ser consultados sobre como desejam viver no futuro."
No marco da chegada dos Warao ao Brasil estava vigente a Convenção 169 da Organização Internacional do Trabalho que determina a consulta livre, prévia e informada as comunidades tradicionais sobre políticas que impactem suas vidas. Diversas iniciativas foram levadas à cabo nesse sentido no Brasil, geralmente esbarrando no fato dos tomadores de decisão não quererem implementar a vontade manifesta das populações indígenas. Não existe hoje um guia definitivo sobre como proceder uma consulta livre e informada, mas existem esforços relevantes como o do protocolo autodeclarado por indígenas Warao em Belém, com apoio do Ministério Público do Estado do Pará.

## Desafios para a acolhida humanitária

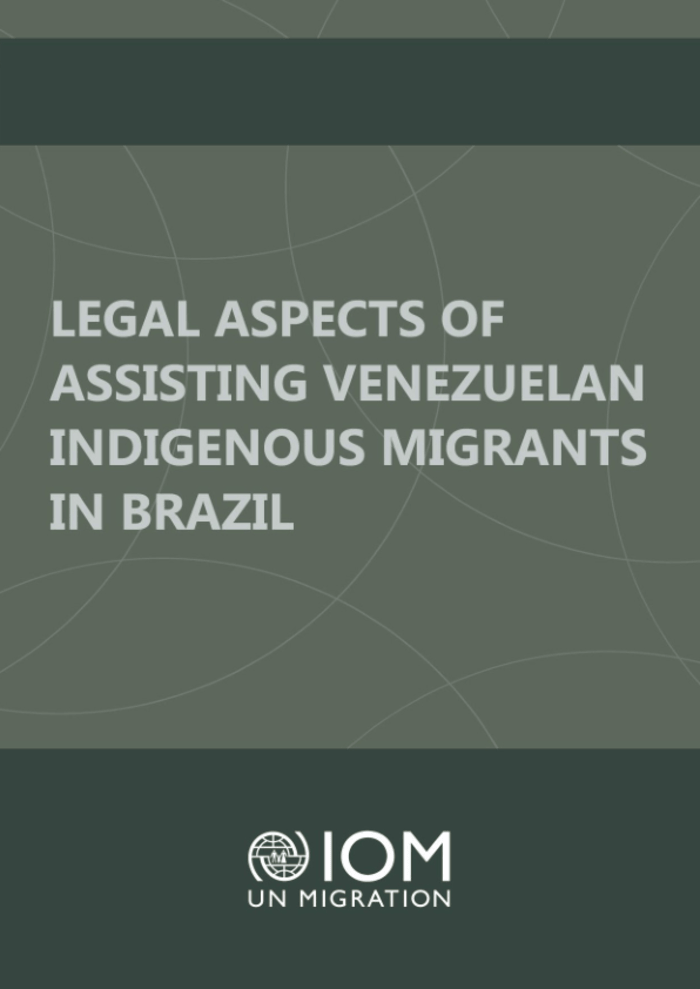
Capa de estudo da OIM sobre a migração Warao para o Brasil, publicado pela agência da ONU em 2018 (português) e 2019 (inglês), liderado pelos acadêmicos Erika Yamada e Marcelo Torelly.

O primeiro grande estudos sobre a migração indígena recente da Venezuela para o Brasil, publicado em 2009 pela agência da ONU para as migrações (OIM), apontava seis grandes desafios para o acolhimento humanitário dessa população:
1. Documentação: uma vez que muitos dos indígenas não possuíam documentos ou tinham documentos que não eram aceitos no Brasil.
2. Cuidado e atenção as crianças e adolescentes: com uma especial preocupação com a necessidade de oferecer educação culturalmente adequada para crianças que não vivem em um território fixo e com a necessidade de proteção das crianças durante a prática de coleta (muitas vezes classificada pelas autoridades públicas como mendicância).
3. Abrigamento: Sendo necessário reconceitualizar os espaços tradicionais de abrigamento de forma a garantir a vida comunitária e as práticas culturais, inclusive com a instalação de redários ao invés de camas e beliches.
4. Oferta de acesso à saúde: existindo um especial preocupação com a tuberculose e o HIV e, num segundo momento, a emergência da pandemia de Covid-19.
5. A interação com as organizações públicas em geral e as organizações indigenistas em específico: destacando-se a responsabilidade da Fundação Nacional do Índio (Funai) na atenção especializada, mas também as limitações administrativas e orçamentárias para a atenção a toda uma nova etnia no país.
6. Medidas de sustentabilidade: levando em consideração a dupla vulnerabilidade desta população, como indígenas e como migrantes, e a necessidade de construção de alternativas que garantam os meios de vida no médio e longo prazo, para além da resposta emergencial.

## Capilarização e perfil do fluxo migratório
Em novembro de 2022, 29 cidades das cinco regiões do Brasil já registravam a presença de famílias Warao. Mesmo a capital mais distante do ponto de entrada dos Warao, Porto Alegre, passou a registrar a presença dessa população. Nos dois grandes destinos tradicionais da migração econômica no Brasil, São Paulo e Rio de Janeiro, a migração Warao já alcançava o interior dos estados em 2022. A interiorização da população Warao foi quase tão intensa quanto aquela dos venezuelanos não-indígenas que foi fortemente apoiada pelo governo brasileiro por meio da Operação Acolhida. Mesmo cidades que tradicionalmente recebem poucos migrantes internacionais, como Montes Claros, em Minas Gerais, e Mossoró, no Rio Grande do Norte, passaram a receber famílias Warao.

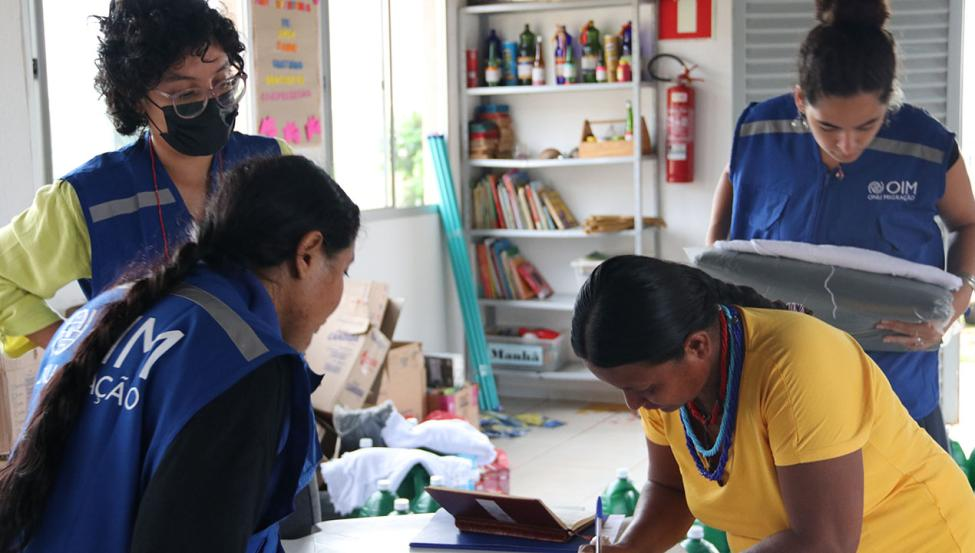
Indígenas Warao recebem assistência de organizações humanitárias no Brasil.

Segundo dados de agosto de 2023 produzidos pela Organização Internacional para as Migrações (OIM) e o Ministério do Desenvolvimento Social, 73% da população indígena migrante da Venezuela para o Brasil vive na região Norte do país e 17% na região Nordeste. Os Warao representam 89% dos migrantes indígenas da Venezuela para o Brasil, mas outras 13 etnias também estão presentes no fluxo: Akawaio, Arekuna, Chaima, Eñepa, Jivi, Ka’riña, Kamarakoto, Macuxi, Pemón, Taurepang, Warao, Wayuu e Ye'kwana.
Em relação ao perfil de vulnerabilidade, 64% desses migrantes estão inscritos no Cadastro Único da assistência social. A maior parte da população é jovem, sendo que 41% tem entre 20 a 59 anos e 36% tem entre cinco e 19 anos anos. A distribuição de gênero é bastante proporcional, sendo 51% de homens e 49% de mulheres. Quando perguntados sobre as razões de terem deixado a Venezuela 25% informaram a busca por empregos, 18% a busca por assistência médica e 18% a reunião familiar com parentes que já vivem no país.

## Dificuldades com o abrigamento
Durante o ápice da Operação Acolhida, que atendia migrantes venezuelanos que chegavam ao estado de Roraima, o estado chegou a contar com quatro abrigos para indígenas. Um em Pacaraima e três em Boa Vista. Em 2022, segundo o Alto Comissariado das Nações Unidas para Refugiados, o maior abrigo indígena da América Latina ficava em Boa Vista. As estruturas de acolhimento tinham desenho significativamente diferente dos abrigos tradicionais, com a substituição de camas e beliches por redários e a criação de espaços comunais, inclusive para a preparação de alimentos.

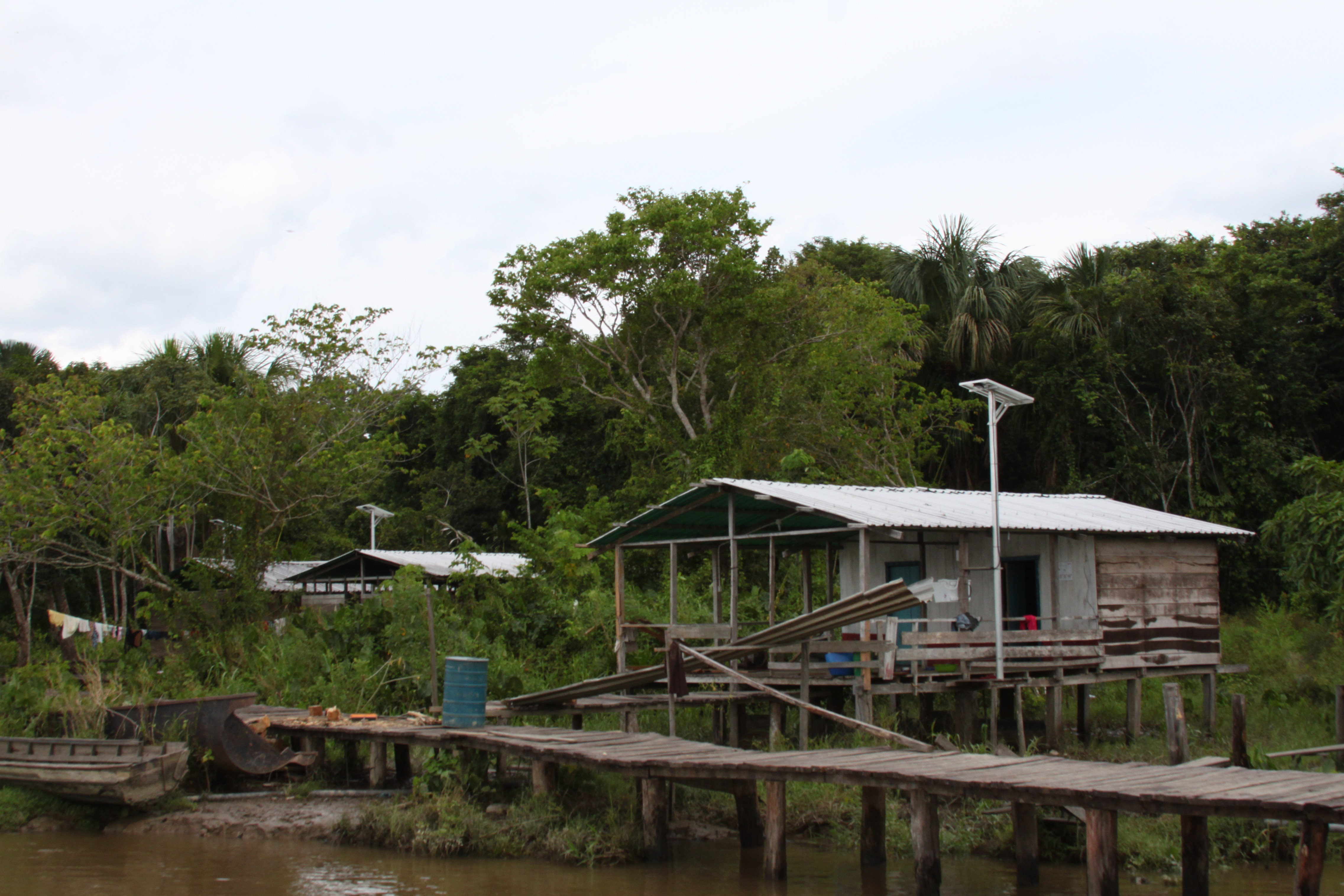
Residência comunal Warao no delta do Rio Orinoco, Venezuela.

Uma das maiores dificuldades do processo residia no próprio conceito do que o abrigo deveria ser. Na concepção tradicionalmente levada a cabo pelo governo e as organizações internacionais os abrigos são espaços de estada temporária, com prazos certos de entrada e saída, inseridos em uma estratégia de integração local. Para os Warao o entendimento sobre o espaço do abrigo era outro, mais relacionado a um espaço para manter de maneira permanente sua família estendida e onde deixar seus pertences enquanto se deslocam pela cidade ou pelo país em busca de doações. O abrigo emergencial deveria abrir espaço para uma política de médio prazo de moradia digna que esbarra nas limitações materiais do estado brasileiro na atenção a indígenas e não indígenas.
A necessidade de redução da estrutura de atenção emergencial em Roraima no primeiro semestre de 2022 levou essa tensão a emergir como um forte conflito com a população indígena Warao resistindo ao desmanche das estruturas temporárias onde viviam. Um ano após o encerramento das atividades oficiais em um dos abrigos, conhecido como Pintolândia, o equipamento público seguia em uso, porém com estrutura precária, sendo caracterizado pelo poder público como uma "ocupação espontânea".
Dificuldades para o abrigamento também ocorreram em outros estados. Em Manaus, um dos abrigos tido como modelo pela Organização Internacional para as Migrações em 2008 foi abandonado pela população Warao no ano seguinte, indicando uma preferência por viver em casas menores transformadas em espaços comunais para múltiplas famílias.
Seis anos após o início do fluxo de migrantes Warao para o Brasil, apesar de experiências pontualmente bem sucedidas, geralmente baseadas em programas menores, como os de aluguel social, o cenário geral é de grande dificuldade para o acolhimento dessa população. Registros de abrigamento em condições insalubres ocorreram em várias cidades do país como Belo Horizonte, Belém e João Pessoa.

## Educação e ensino da língua portuguesa
Outro grande desafio do fluxo migratório Warao é o acesso à educação, especialmente para crianças, e o aprendizado da língua portuguesa. Uma vez que essa população fala a língua Warao a comunicação em português e mesmo em espanhol nem sempre é possível, dificultando o acesso a direitos básicos.
No contexto ampliado na migração indígena da Venezuela para o Brasil existem relatos de experiências exitosas de acesso à educação entre os indígenas Taurepang, em Roraima. Uma vez que a população indígena migrante venezuelana se instalou em um território de um povo irmão brasileiro, serviços educacionais de qualidade foram ofertados. Embora a migração Warao compartilhe o ponto de entrada dos Taurepang, eles não possuem um povo irmão, não se fixaram a um território e se estabeleceram em contextos urbanos, inviabilizando a opção de estabelecimento de processos educativos em uma base territorial.
Entre as ações adotadas para garantir o acesso das crianças Warao à educação está o ensino nos abrigos em que viviam no estado de Roraima. Apesar da ideia de que os abrigos seriam espaços de acolhimento temporário muitos Waraos permaneceram neles por diversos meses. No abrigo Janokoida, em Pacaraima, no ano de 2019, foi estabelecida um escola com corpo docente composto por professores da Rede Municipal de Educação de Pacaraima e educadores Warao, atendendo crianças de 4 a 11 anos.
Em cidades onde não existem abrigos e os Warao vivem em comunidades autogestionadas ou em situação de rua, na ausência de educadores Warao disponíveis, esforços foram realizados no sentido de capacitar a rede local de educadores para uma atenção culturalmente sensível as crianças indígenas. Ainda não há registro de uma solução adequada para conciliar o acesso à rede formal de educação com a mobilidade constante das famílias Warao, o que acaba dificultando a continuidade do acesso à educação pelas crianças.
Para os adultos, o principal desafio é o acesso à língua portuguesa. As organizações que gerenciam o fluxo migratório ofereceram tanto ações de mitigação, como a disponibilização de materiais que facilitem a comunicação entre a população indígena e os profissionais da saúde, quanto formularam materiais especificamente voltados ao ensino de português para os Warao. Governos locais tem testado diferentes métodos de alfabetização, como a aplicação do método do educador Paulo Freire, desenvolvida em João Pessoa.